# Tomáš Fryšták
Tomáš Fryšták (ur. 18 sierpnia 1987 w Uherskim Hradišciu) – czeski piłkarz występujący na pozycji bramkarza w czeskim klubie 1. FC Slovácko.